# حصار ديو (1531)
حصار ديووقع عندما نجحت القوات العثمانية-الكجراتية المشتركة في التصدي لمحاولة الإمبراطورية البرتغالية في الاستيلاء على مدينة ديو عام 1531. يرجع الانتصار جزئياً إلى قوة النيران العثمانية التي أطلقت على الپرتغاليين المحاصرين والتي نشرها العثماني المخضرم، مصطفى بيرم.